# StuffIt
SIT (Stuffit) — спосіб стиснення даних, який не вносить спотворень і втрат. SIT був стандартним форматом в операційній системі комп'ютерів Macintosh.